# Conomelus anceps
Conomelus anceps är en insektsart som först beskrevs av Ernst Friedrich Germar 1821.  Conomelus anceps ingår i släktet Conomelus och familjen sporrstritar. Arten är reproducerande i Sverige. Inga underarter finns listade i Catalogue of Life.